# Montigny-le-Franc
Montigny-le-Franc är en kommun i departementet Aisne i regionen Hauts-de-France i norra Frankrike. Kommunen ligger  i kantonen Marle som ligger i arrondissementet Laon. År 2022 hade Montigny-le-Franc 138 invånare.

## Befolkningsutveckling
Antalet invånare i kommunen Montigny-le-Franc
Referens: INSEE